# Gubi
Gubi.com var en dansk modeforretning og netbutik, der åbnede den 1. december 1999 og lukkede i oktober 2000. Der nåede at blive investeret i alt 20 mio. kr. i virksomheden, inden bestyrelsen besluttede at lukke den.
Tidligere MF Jens Heimburger og millionarvingen Philip Kjær var blandt investorerne.
Jacob Gubi Olsen var virksomhedens adm. direktør og medejer.
Virksomheden indgik et samarbejde med holdet bag tv-sketchprogrammet Casper & Mandrilaftalen i forbindelse med lanceringen af Gubi.com.
Samarbejdet bestod i, at holdet skulle producere en julekalender, der så ville blive vist eksklusivt på Gubi.com hver dag op til julen 1999.
Julekalenderen fik titlen Casper & Drengene fra Brasilien og havde 26 afsnit i alt.